# Teatre de Delos
El Teatre de Delos era un antic teatre grec de l'illa de Delos (Illes Cíclades, Grècia). Les ruïnes formen part del jaciment de Delos, declarat Patrimoni de la Humanitat per la UNESCO. La zona del teatre forma part de l'anomenat Barri del Teatre de Delos.

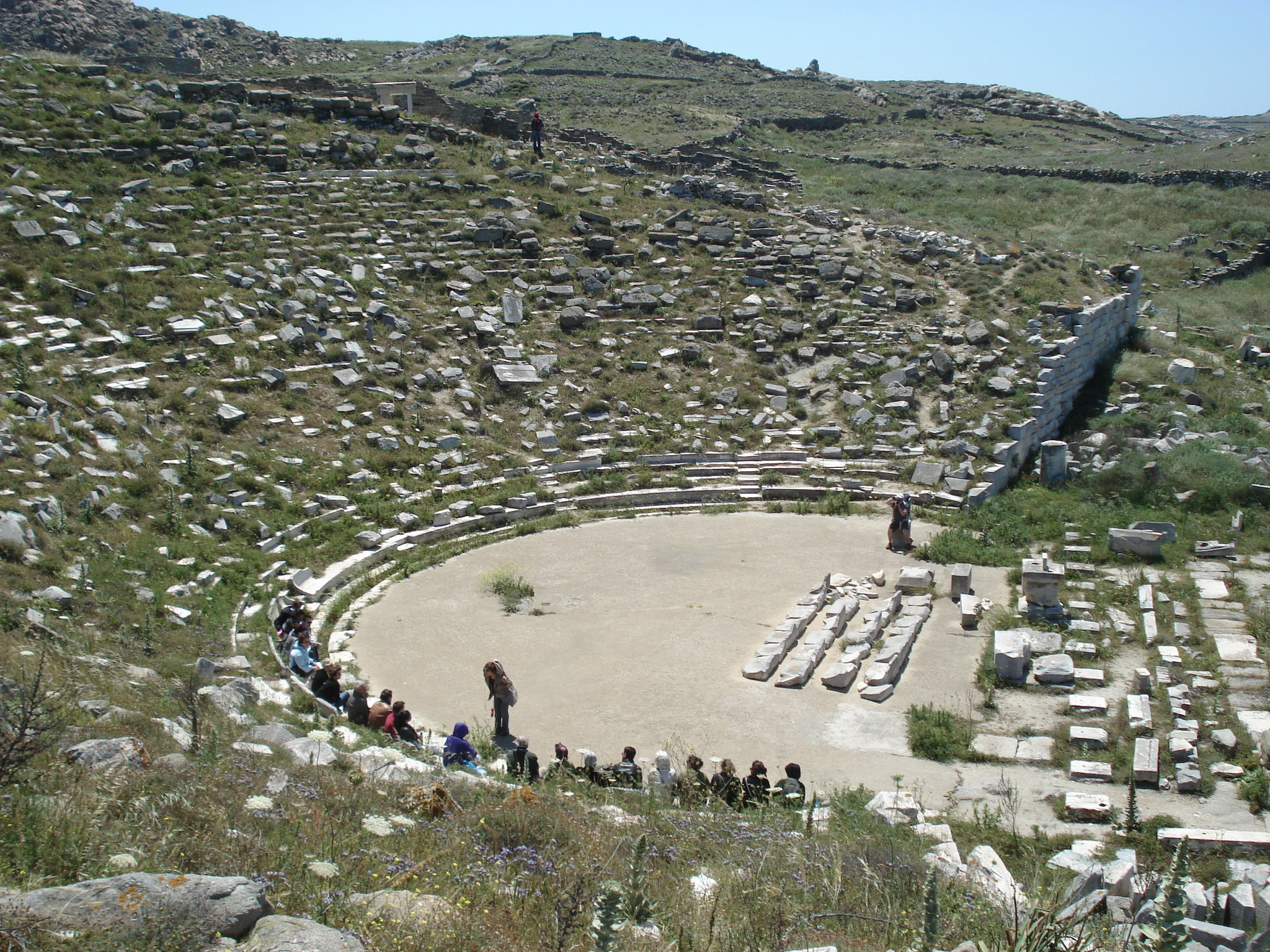
Teatre

Es va construir en el període hel·lenístic, al voltant de l'any 280 abans de la nostra era. Era al sud del Santuari d'Apol·lo i Àrtemis de Delos. El teatre s'utilitzava, entre altres coses, per a concursos d'obres de teatre en la festa de les Dèlies a l'illa.
Era el típic edifici semicircular grec. Tenia un escenari circular al bell mig, darrere del qual hi havia una skené o espai escènic. L'edifici escènic tenia uns 15,4 m d'amplària i 6,2 m de profunditat, i podia tenir tres plantes. Estava decorat amb trípodes i bucranis.
El teatre tenia una aforament per a unes 5.500 persones. L'auditori constava d'una secció inferior amb 26 fileres de seients, dividides per corredors en set seccions, i una secció superior amb 17 fileres de seients, dividides en deu seccions. Entre la part superior i la inferior hi havia un corredor més ampli. L'escenari tenia entrades als laterals. L'auditori tenia entrades separades als laterals i a la part de dalt. Estava fet de marbre blanc i amagava un gran dipòsit d'aigua per a replegar l'aigua de pluja.
El barri del teatre, al voltant de l'edifici, estava envoltat per unes cases privades decorades amb mosaics. Un dels edificis és l'anomenada Casa de les Màscares, en què devien viure els actors. Altres cases conegudes en són la Casa de Dionís i la Casa de Cleòpatra. Pel barri discorria l'anomenat carrer del Teatre, que eixia de l'Àgora dels Competaliastes i pujava fins al teatre situat al vessant del pujol.